# 八大地獄
八大地獄（はちだいじごく）とは、仏教が教える地獄の8つの形相のことである。八熱地獄ともいう。またこれとは別に八寒地獄があるとされるが、通常は「八熱地獄」をさす。地獄の構成については後述。
地獄の様相は、倶舎論の8と11、大智度論16、顕宗論12などに説かれる。恵心僧都源信の『往生要集』にも記される。

## 構成
地獄の種別やその位置は、経典により差異があるが、八大地獄、百三十六地獄、六万四千地獄など様々な地獄が説かれる。

### 倶舎論の説
衆生が住む閻浮提の下、4万由旬を過ぎて、最下層に無間地獄（むけんじごく）があり、その縦・広さ・深さは各2万由旬ある。その上の1万9千由旬の中に、下から大焦熱・焦熱・大叫喚・叫喚・衆合・黒縄・等活の7つの地獄が重層しているという。
これらを総称して八大（八熱）地獄という。これらの地獄にはそれぞれ性質があり、そこにいる衆生の寿命もまた異なるとされる。
また、八熱地獄の周囲ないし横に八寒地獄があるともいわれる。

### 長阿含経の説
長阿含経（じょうあごんきょう）は原始仏教の経典とされ、それによると地獄は、八熱地獄と十地獄に大別され、八熱地獄に付随する小地獄は全て共通の十六種類であるという。
須弥山世界（仏教における、人間界を含む宇宙の全て）の一番外側を輪のように取り囲む鉄囲山（てっちせん）は内と外の二重構造であり、その間に地獄や閻魔王宮があるとしている。つまり、現在の通説である地獄=地下世界とは異なり、いわゆる「世界の果て」にあるとしている。
二重鉄囲山の間は太陽や月の光が届かない暗黒世界で、僧佉（そうきょ）という大風が常に吹き荒れている。この風はもし人間界に吹いてきたら全てのものを吹き飛ばし粉々にしてしまう威力を持ち、さらに超高熱の炎と悪臭を伴っている。人間界の物に例えるなら、大型爆弾などの爆風や炎、衝撃波あたりがイメージとして適当かと思われる。
現在と異なり、八熱地獄は階層構造ではなく、十地獄ともども世界をぐるりと取り囲む形で配置されている。その名は第一地獄から順に、 (1) 想地獄、 (2) 黒縄地獄、 (3) 堆圧地獄、 (4) 叫喚地獄、 (5) 大叫喚地獄、 (6) 焼炙（しょうしゃ）地獄、 (7) 大焼炙（だいしょうしゃ）地獄、 (8) 無間地獄である。想地獄は現在の等活地獄、焼炙・大焼炙地獄は焦熱・大焦熱地獄に対応していると思われるが、具体的な内容は不明。
八熱地獄に付随する小地獄もまた、現在の説と異なり全ての地獄で共通の十六種類が付く。その名は (1) 黒沙（こくしゃ）、 (2) 沸屎（ふっし）、 (3) 五百釘（ごひゃくちょう）、 (4) 飢（き）、 (5) 渇（かつ）、 (6) 一銅釜（いちどうふ）、 (7) 多銅釜（たどうふ）、 (8) 石磨（せきま）、 (9) 膿血（のうけつ）、 (10) 量火（りょうか）、 (11) 灰河（はいが）、 (12) 鉄丸（てつがん）、 (13) 釿斧（きんぷ）、 (14) 犲狼（さいろう）、 (15) 剣樹（けんじゅ）、 (16) 寒氷（かんぴょう）で、具体的な内容は伝わっていないものの、名前である程度は想像できると思われる。
さらにそれらとはまた別に十地獄が存在し、その名は (1) 厚雲（こううん）、 (2) 無雲（むうん）、 (3) 呵呵（かか）、 (4) 奈呵（なか）、 (5) 羊鳴（ようめい）、 (6) 須乾提（しゅけんだい）、 (7) 憂鉢羅（うはつら）、 (8) 拘物頭（くもつず）、 (9) 分陀利（ぶんだり）、 (10) 鉢頭摩（はどま）で、罪の軽重などの落ちる条件、地獄の内容など、具体的な事は不明である。

### 正法念処経
八熱地獄に付随する十六の小地獄があるとし、また各々の種別を挙げる。八熱地獄の4面に4門があり、門外に各4つの小地獄があり、これを合して十六小地獄（十六遊増地獄、四門地獄、副地獄）という。八熱地獄と合せば百三十六地獄となる。小地獄は中央の八熱地獄の亡者（衆生）が迷い込む他、中央の地獄に落ちる条件の中でもさらに細かい条件に合ったものが落ち、例えば殺生をしたものが落ちる「等活地獄」の小地獄の場合、「鳥や鹿を殺した者」「生前に勝手気ままに殺生をした者」などといった条件を備えた小地獄があり、その内容も各地獄によって異なる。
十六小地獄の別名の一つ「四門地獄」の場合、小地獄は四種類しかなく、各門一つにつき全種類並んでおり、それが四方にあって4×4の十六個であるという。その内容は、
1. 膝まで没するような熱灰の中を歩かされる「煻煨増（とういぞう）」
2. 糞尿と泥の河に沈められ、そこに巣食う虫たちに喰われる「屍糞増（しふんぞう）」
3. 無数の剣が刃を立てて並ぶ道・刀刃路、刃の葉を持つ林・剣葉林、無数の剣が生えた木を登り降りさせられる・鉄刺林、これらを備えた「鋒刃増（ほうじんぞう）」
4. 沸騰した灰水の河に落とされる「烈河増（れっかぞう）」

といわれている。
八寒地獄にもそれぞれ十六小地獄があると言われているが、具体的な内容は伝わっていない。

## 八熱地獄及び対応する罪

### 等活（とうかつ）地獄
殺生。
想地獄の別名を持つ。いたずらに生き物の命を断つ者がこの地獄に落ち、ケラ・アリ・蚊（カ）・蝱（アブ）の小虫を殺した者も、懺悔しなければ必ずこの地獄に落ちると説かれ、生前争いが好きだった者や反乱で死んだ者もここに落ちると言われている。
閻浮提（地上の世界、人間界）の地下、1千由旬にある。縦広斉等にして1万由旬ある。この中の罪人たちは互いに敵愾心を持ち、鉄の爪で殺し合うという。また、獄卒や鬼の料理人に身体を切りきざまれ、切り裂かれ、粉砕され、死ぬが、涼風が吹いて、また獄卒の「活きよ、活きよ」の声で等しく元の身体に生き返る、という責め苦が繰り返されるゆえに、等活という。ただし、この「死んでもすぐに肉体が再生して何度でも責め苦が繰り返される」現象は、他の八大地獄や小地獄にも共通することである。
この地獄における衆人の寿命は500歳である。ただし、通常の500歳ではなく、人間界の50年を第一四天王（四大王衆天）の一日一夜とした場合の500年が等活地獄の一日一夜であり、それが500年にわたって続くので、人間界の時間に換算すると1兆6653億1250万年にわたって苦しみを受けることになる（1年を365日とした場合の計算。以下も同様）。しかし、それを待たず中間で死ぬ者もいる。そこにいる衆生の悪業にも上中下の差別があるので、その命にもまた上中下の差別がある。業の多少・軽重に応じて、等活地獄の一処だけで受くか、もしくは二処、三処、四処、五処、六処と、最後は十六処まで悪業が尽きるまで苦痛を受ける。この一処、二処というのが、十六小地獄を順番に回っていくことなのか、それとも時間の区切りなのかは判然としない。
十六小地獄の内容については十六小地獄#等活地獄 を参照。

### 黒縄（こくじょう）地獄
殺生、盗み。
殺生のうえに偸盗（ちゅうとう）といって盗みを重ねた者が、この地獄に堕ちると説かれている。
等活地獄の下に位置し、縦横の広さは等活地獄と同じである（以下、大焦熱地獄まで広さは共通）。鬼は罪人を捕らえて熱く焼いた縄で身体に墨縄をうち縄目をつけ、これまた熱鉄の斧で縄目の通りに切り裂き、削って恐怖と激痛を与える。また左右に大きく熱した鉄の山がある。山の上に鉄の幢（はたほこ）を立て、鉄の縄をはり、罪人に鉄の山を背負わせて縄の上に登らせ、そのまま渡らせる。すると罪人は縄から落ちて砕け、あるいは鉄の鼎（かなえ）・釜（かま）に突き落とされて煮られる。この苦しみは先の等活地獄の苦しみの10倍である。人間界の100年は、六欲天の第二の忉利天（とうりてん）の一日一夜である。その忉利天の寿命は1000歳である。この天の寿命1000歳を一日一夜として、この第二の黒縄地獄における衆人の寿命は1000歳である。人間界の時間では13兆3225億年に当たる。
ここにも十六小地獄があるはずだが、「正法念処経」には三種類の名前しか伝わっていない。詳しくは十六小地獄#黒縄地獄 を参照。

### 衆合（しゅごう、しゅうごう）地獄
殺生、盗み、邪淫。
堆圧地獄の別名を持つ。先の二つに加えて淫らな行いを繰り返した者が落ちる。
黒縄地獄の下に位置し、その10倍の苦を受ける。多くの罪人が、相対する鉄の山が両方から崩れ落ち、おしつぶされて圧殺されるなどの追い込まれた苦を受ける。剣の葉を持つ林の木の上に美人が誘惑して招き、罪人が登ると今度は木の下に美人が現れ、その昇り降りのたびに罪人の体から血が吹き出す。それは誘惑に負けた罪とされる。その他に、鉄の巨象に踏まれて押し潰されるという罰もある。
人間の200歳を第三の夜摩天の一日一夜として、さらにその2000年をこの地獄の一日一夜として、この地獄での寿命は2000歳という。これは人間界の時間に換算すると106兆5800億年に当たる。
十六小地獄の内容については十六小地獄#衆合地獄を参照。

### 叫喚（きょうかん）地獄
殺生、盗み、邪淫、飲酒。
「飲酒」という項目があるが、単に酒を飲んだり売買した者は、この地獄には堕ちない。酒に毒を入れて人殺しをしたり、他人に酒を飲ませて悪事を働くように仕向けたりすることなどが叫喚地獄に堕ちる条件になる。
衆合地獄の下に位置し、その10倍の苦を受ける。熱湯の大釜（大鍋）の中で煮られたり、暑い炎の鉄室に入れられて叫喚する。その叫び声や許しを請い哀願する声を聞いた獄卒たちはさらに怒って、罪人に酷い追い討ちをする。頭髪が金色、目から火を出し、赤い衣を身にまとった巨大な鬼たちが罪人を追い回して弓矢で射る。鬼たちは風のように速く走れる。罪人たちの体内からはうじ虫がわき出てきて亡者たちのからだを食べつくす。他にも罪人たちは焼けた鉄の地面を走らされ、鉄の棒で打ち砕かれる。
人間の400歳を第四の兜率天の一日一夜とする。その兜率天の4000年を一日一夜として、この地獄における寿命は4000歳という。これは人間界の時間で852兆6400億年に当たる。
十六小地獄の内容については十六小地獄#叫喚地獄 を参照。

### 大叫喚（だいきょうかん）地獄
殺生、盗み、邪淫、飲酒、妄語（うそ）。
叫喚地獄の下に位置し、その10倍の苦を受ける。叫喚地獄で使われる鍋や釜より大きな物が使われ、更に大きな苦を受け叫び喚（な）く。
人間の800歳は、第五の化楽天の一日一夜として、寿8000歳という。その8000歳を一日一夜として、この地獄での寿命は8000歳である。これは人間界の時間で6821兆1200億年に当たる。
十六小地獄といいつつ、この大叫喚地獄のみ18種類の名が伝わっている。理由は不明。内容については十六小地獄#大叫喚地獄 を参照。

### 焦熱（しょうねつ）地獄 / 炎熱（えんねつ）地獄
殺生、盗み、邪淫、飲酒、妄語、邪見（仏教の教えとは相容れない考えを説き、また実践する）。
大叫喚地獄の下に位置し、その10倍の苦を受ける。常に極熱の火で何度もあぶられ焼かれ焦がされ、その苦しみがずっと続く。罪人たちは地獄の鬼たちに打たれ続け、赤く熱した鉄板の上で鉄串に突き刺されたり、目・鼻・口・手足などを肉だんごのように分解され、それぞれを炎で焼かれる。この焦熱地獄の炎に比べると、それまでの地獄の炎も雪のように冷たく感じられるほどで、豆粒ほどの焦熱地獄の火を地上に持って来ただけでも地上の全てが一瞬で焼き尽くされるという。
人間界の1600歳は、他化自在天の一日一夜として、その寿1万6000歳である。その1万6000歳を一日一夜として、この地獄での寿命は1万6000歳という。これは人間界の時間で5京4568兆9600億年に当たる。
小地獄の内容については十六小地獄#焦熱地獄 を参照。

### 大焦熱（だいしょうねつ）地獄 / 大炎熱（だいえんねつ）地獄
殺生、盗み、邪淫、飲酒、妄語、邪見、犯持戒人（尼僧・童女などへの強姦）。
焦熱地獄の下に位置し、前の6つの地獄の一切の諸苦に10倍して重く受ける。また更なる極熱で焼かれて焦げる。その炎は最大で高さ500由旬、横幅200由旬あるという。罪人の苦しみの声は地獄から3000由旬離れた場所でも聞こえる。この地獄に落ちる罪人は、死の三日前から中有（転生待ち）の段階にも地獄と同じ苦しみを受ける。
この地獄における寿命は、人間界の3200歳を一日一夜とした場合の3万2000歳を一日一夜として3万2000歳であり、人間界の時間では43京6551兆6800億年に当たる。また、この期間を半中劫とも呼ぶ。
小地獄の内容については十六小地獄#大焦熱地獄 を参照。

### 阿鼻（あび）地獄 / 無間（むけん）地獄
殺生、盗み、邪淫、飲酒、妄語、邪見、犯持戒人、父母・阿羅漢（聖者）殺害。
地獄の最下層に位置する。大きさは前の7つの地獄よりも大きく、縦横高さそれぞれ2万由旬（8万由旬とする説もある）。最下層ゆえ、この地獄に到達するには、真っ逆さまに（自由落下速度で）落ち続けて2000年かかるという。前の七大地獄並びに別処の一切の諸苦を以て一分として、大焦熱地獄の苦、1000倍もあるという。剣樹、刀山、湯などの苦しみを絶え間（寸分・刹那）なく受ける。背丈が4由旬、64の目を持ち火を吐く奇怪な鬼がいる。舌を抜き出されて100本の釘を打たれ、毒や火を吐く虫や大蛇に責めさいなまれ、熱鉄の山を上り下りさせられる。これまでの7つの地獄でさえ、この無間地獄に比べれば夢のような幸福であるという。
この地獄における寿命は、人間界の6400歳を一日一夜とした場合の6万4000歳を一日一夜として6万4000歳であり、人間界の時間では349京2413兆4400億年に当たる。また、この期間を一中劫とも呼ぶ。
この一中劫の長さに関する説明としては、「この人寿無量歳なりしが100年に一寿を減じ、また100年に一寿を減ずるほどに、人寿10歳の時に減ずるを一減という。また10歳より100年に一寿を増し、また100年に一寿を増する程に、8万歳に増するを一増という。この一増一減の程を小劫として、20の増減を一中劫という」とする表現もあり、これは人間界の年月に換算すると3億1996万年となる。
また、一説によると、この地獄における寿命は、人間界の8000歳を一日一夜とした場合の8万歳を一日一夜として8万歳とも言われ、この場合は人間界の時間で682京1120兆年に相当する計算になる。いずれにせよ、この地獄に落ちた者は気が遠くなるほどの長い年月にわたって、およそ人間の想像を絶する最大の苦しみを休みなく受け続けなければならない。
この他、一中劫の長さを表す喩えとしては、「縦横高さがそれぞれ一由旬の巨大な立方体の石を、100年に一度ずつ柔らかな木綿の布で軽く払い、その繰り返しで石がすり減って完全になくなるまでの時間である」とか、「縦横高さがそれぞれ一由旬の巨大な城にケシ粒がぎっしり詰まっており、その中から100年に一粒ずつケシ粒を取り出していって、城の中のケシ粒が完全になくなるまでの時間である」などとも言われる。この地獄に堕ちたる者は、これほど久しく無間地獄に住して大苦を受くという。
『増一阿含経』では、釈迦に背いた提婆達多が、阿鼻地獄で責苦を負っているとされる。
小地獄の内容については十六小地獄#無間地獄 を参照。

## 八寒地獄（参考）
八寒地獄の名称は次のとおり。
頞部陀（あぶだ）地獄 Arbuda
八寒地獄の第一。寒さのあまり鳥肌が立ち、身体にあばたを生じる。「あばた」という語源自体が、この「あぶだ」が由来となっている（藤井正雄 『仏教早わかり事典』 日本文芸社 1997年（平成9年） p.254.）。
尼剌部陀（にらぶだ）地獄 Nirarbuda
八寒地獄の第二。鳥肌が潰れ、全身にあかぎれが生じる。
頞哳吒（あたた）地獄 Atata
八寒地獄の第三。寒さによって「あたた」という悲鳴を生じるのが、名前の由来。以下「虎虎婆」まで共通。
臛臛婆（かかば）地獄 Hahava
八寒地獄の第四。寒さのあまり舌がもつれて動かず「ははば」という声しか出ない。
虎虎婆（ここば）地獄 Huhuva
八寒地獄の第五。寒さのあまり口が開かず「ふふば」という声しか出ない。
嗢鉢羅（うばら）地獄 Utpala
八寒地獄の第六。嗢鉢羅は（青い睡蓮）を意味するサンスクリット utpala- の音写。全身が凍傷のためにひび割れ、青い蓮のようにめくれ上がる事から「青蓮地獄」とも呼ばれる。
鉢特摩（はどま）地獄 Padma
意訳で「紅蓮地獄」とも呼ばれる八寒地獄の第七。鉢特摩（はどま）は（蓮華）を意味するサンスクリット padma- の音写。ここに落ちた者は酷い寒さにより皮膚が裂けて流血し、紅色の蓮の花に似るという。
摩訶鉢特摩（まかはどま）地獄 Mahapadma
意訳で「大紅蓮地獄」とも呼ばれる八寒地獄の第八。八寒地獄で最も広大。摩訶（まか）は（大）を意味するサンスクリット mahā- の音写。ここに落ちた者は、紅蓮地獄を超える寒さにより体が折れ裂けて流血し、紅色の蓮の花に似るという。